# Hannibal Gisko
Hannibal Gisko († 258 v. Chr. in Karthago) war ein karthagischer Kommandeur sowohl der Armee als auch der Flotte im Ersten Punischen Krieg.

## Leben
Über Giskos frühes Lebens und Karriere ist nichts bekannt. In den Quellen tritt er erstmals im Jahr 261 v. Chr. als kommandierender General der von den Römern belagerten Garnison in der Schlacht von Agrigent auf. Trotz der Beharrlichkeit, die seine Männer und er über Monate hinweg zeigten und trotz des Entsatzes, den ein Hanno heranführte, fiel die Stadt in römische Hand. Gisko gelang es, in den letzten Zügen der Schlacht nach Karthago zu entfliehen. Offensichtlich schadete diese Niederlage, die mehr römischem Eigensinn als seiner Unfähigkeit zu verdanken ist, seiner Karriere nicht. Im folgenden Jahr tritt Gisko erneut auf, jetzt als Admiral der karthagischen Flotte in der Straße von Messina. Die Römer bereiteten den Stapellauf ihrer ersten Flotte vor und mussten aufgehalten werden. Gisko schlug den Konsul Gnaeus Cornelius Scipio in der Schlacht bei den Liparischen Inseln und ließ ihn durch seinen Unteroffizier Boodes gefangen nehmen, aber dieser Sieg war bedeutungslos (außer für Scipio, der für diese Leistung den Beinamen „Asina“ (Esel) erhielt), da die Masse der römischen Flotte weiterhin in den umgebenden Gewässern manövrierte.
Später im Jahr 260 v. Chr. traf Gisko auf ebendiese Flotte und war dann der erste punische General, der Bekanntschaft mit dem Corvus, einer Vorrichtung zum Entern gegnerischer Schiffe, und seiner tödlichen Wirkung machte. Im Vertrauen auf Karthagos Überlegenheit zur See setzte Gisko seine Schiffe in der Seeschlacht von Mylae in der traditionellen Linie ein. Mit oder ohne Erfahrung, die Römer unter Konsul Gaius Duilius schlugen die karthagische Flotte vernichtend, im Wesentlichen aufgrund der Anwendung von an Land bewährten Kampftechniken in der Seekriegsführung. Gisko verlor aufgrund dieser Niederlage das Zutrauen seiner politischen Führung und wurde von seiner Stellung abberufen, aber nicht bestraft. Er sollte dann Sardinien verteidigen, unterlag aber 258 v. Chr. dem Konsul Gaius Sulpicius Paterculus in der Schlacht bei Sulci und wurde von seinen unzufriedenen Untergebenen gekreuzigt.